# 北伐 (太平天国)
北伐（ほくばつ）は、1853年から1855年にかけて行われた太平天国の軍事行動。

## 経過
1853年、太平天国が江寧を占領後、5月に東王楊秀清は林鳳祥・李開芳・吉文元を指揮官として、2万2500人を揚州から北上させ、朱錫琨・許宗揚・黄益芸の軍を後続部隊とした。当初の計画では天津を占領した後、援軍を待って北京を陥落させる予定であった。しかし後続部隊の宿営地で火災が発生して甚大な被害が出て、黄益芸は死亡、朱錫琨は先行部隊と合流できたものの、許宗揚は天京に引き返した。この事故で北伐軍の勢力は弱まった。
北伐軍は揚州を出発した後、安徽省の臨淮関・鳳陽府を経由して、亳州を通過、6月に河南省に進入した。河南では帰徳府を攻略し、黄河を渡河しようとしたが清軍が船を焼いていたため、西進して陳留・朱仙鎮・中牟・鄭州を経て鞏県の汜水口に至って渡河した。人数が多く船が少なかったため、渡河できなかった3000人は清軍が迫っていたため南帰し、湖北省をへて安徽省で西征軍に編入された。渡河した部隊は6月より懐慶府を包囲したが、50日たっても陥落させることができなかったので、あきらめて山西省に入って、平陽府・洪洞・武安・渉県を経て直隷省に入った。8月28日に臨洺関を陥落させた。清朝は北京の防衛を強化するとともに、北京からの撤退の準備を始めた。
清軍が保定の守りを固めたので、北伐軍は深州から東に出て滄州・静海を経て天津を陥し、東から北京をとる作戦をとった。静海の北の独流鎮での血戦では一進一退の攻防となった。北伐軍は静海で1854年を迎え、天候が悪化し天津周辺では洪水が起こって、北伐軍は停滞を余儀なくされ、清軍は態勢を立て直すことができた。北京一帯の蒙古兵を中心とする清軍の兵力は北伐軍を上回っていたうえに寒さに慣れていたが、南方人が中心の北伐軍は北方の寒冷に慣れず凍死者を出して劣勢に立たされた。1854年初、寒さを避けるために南へ撤退を開始し、天京へ救援を要請した。天京は曽立昌・許宗揚・陳仕保に7500の兵を与えて救援に向かわせた。援軍は3月に黄河を渡河し、4月に山東省臨清に入ったが、新兵が中心で命令が徹底されなかったために壊滅し、曽立昌と陳仕保は戦死し、許宗揚は天京に戻ってしまった。林鳳祥と李開芳の部隊は3月の間に阜城に退き、吉文元はそこで戦死した。さらに連鎮まで退いたところで、林鳳祥は援軍が山東省に到着したと聞き、李開芳を迎えに派遣した。しかし援軍はすでに壊滅しており、李開芳は山東省高唐州に立てこもった。天京では秦日綱を援軍に派遣したが、安徽省舒城で清軍に敗れて引き返した。
清軍は連鎮と高唐州を包囲し、両地の連絡は絶たれ、食糧が不足するようになった。1855年3月、清の将軍センゲリンチン（僧格林沁）が連鎮を攻め、林鳳祥は負傷して捕えられ、北京で処刑された。センゲリンチンは高唐州も包囲し、林鳳祥軍の壊滅を知った李開芳は包囲を突破して、馮官屯に至ったがそこも包囲され、6月に捕らえられ、北京で処刑された。
近代史学者の郭廷以は北伐軍の敗北の原因として、兵力が少なく歩兵が主であったためにセンゲリンチンのモンゴル騎馬軍に平原戦で敗れたということ、南北の言葉の違いから華北で太平天国に参加するものが少なかったことを挙げている。

## 影響
少人数で出発して、次々と援軍を送るという作戦は失敗に終わり、太平天国軍は多くの将兵を失うこととなった。また西征軍の陣容も薄くなり、湘軍を完全にたたきつぶすことができず禍根を残すこととなった。もっともこれに関しては、北伐によって清朝の注意を惹きつけ、西征を成功させたと見ることもできる。